# Стрибуљијано (Гросето)
Стрибуљијано (итал. Stribugliano) је насеље у Италији у округу Гросето, региону Тоскана.
Према процени из 2011. у насељу је живело 212 становника. Насеље се налази на надморској висини од 772 м.